# جانت بروجكت
جانت بروجكت (بالإنجليزية: GanttProject) برنامج مفتوح المصدر يستخدم في إدارة وجدولة المشروعات بشكل أساسي عن طريق مخطط جانت (بالإنجليزية: Gantt Chart) ومخطط تحميل الموارد (بالإنجليزية: Resource Load Chart).

## خصائص البرنامج
- إمكانية تمثيل كل من مخطط جانت ومخطط تحميل الموارد ومخطط PERT الخاصة بالمشروع.
- عمل تقرير علي هيئة HTML و PDF.
- قابلية التعامل مع الملفات الخاصة ببرنامج مايكروسوفت بروجكت.
- خاصية ويب داف webDAV والتي تتيح التعامل مع الخوادم في حالة تعاون أكثر من شخص في نفس المشروع.

## نظرة عامة
برغم بساطة إمكانيات البرنامج مقارنة بالبرمجيات الأخرى الاحتكارية إلا أنه يغطي احتياجات معظم المستخدمين، حيث أن «حوالي 80% من مستخدمي هذه البرامج يستخدمون فقط 20% من إمكانياتها المتاحة» 

## هامش
1. ↑  "The ganttproject Open Source Project on Open Hub: Languages Page". أهلوه. اطلع عليه بتاريخ 2018-07-18.
2. ↑  "Release 3.3". 22 يناير 2024. اطلع عليه بتاريخ 2025-01-27.
3. ↑  وصلة مرجع: https://github.com/bardsoftware/ganttproject/blob/master/ganttproject/src/main/java/biz/ganttproject/lib/fx/ToggleSwitchSkin.kt. الوصول: 8 مارس 2021.
4. ↑  من الموقع الرسمي للبرنامج بتصرف

## وصلات خارجية
- جانت بروجكت على موقع Open Hub (الإنجليزية)
- جانت بروجكت على موقع Framasoft (الفرنسية)
- جانت بروجكت على موقع SourceForge (الإنجليزية)
- الموقع الرسمي للبرنامج